# Yamahoko

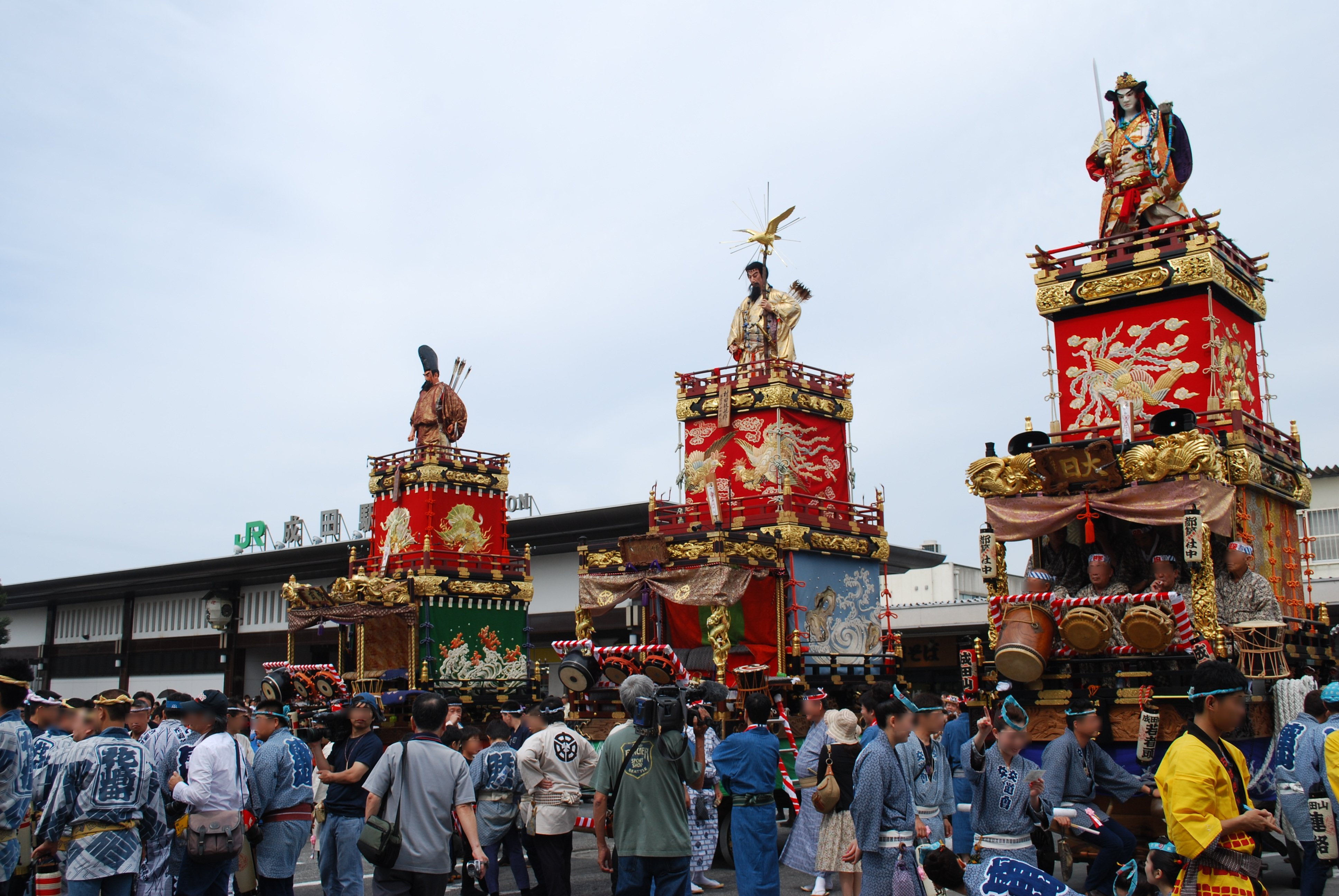
Yamahoko

Yamahoko is een drijvende constructie die wordt gebruikt bij een processie tijdens de Gion Matsuri (Gionfestival) in de Japanse stad Kyoto. De processie wordt gehouden op 17 juli. 
De drijvende constructies staan bekend als bewegende museums door de decoratie met tapijten en houten of metalen ornamenten. Het festival wordt gehouden bij de Yasaka-schrijn en er nemen 32 drijvende constructies aan deel. De constructies worden door de inwoners van het gebied gemaakt. 
Elk district werkt met eigen muzikanten, zij spelen in orkesten die de parade begeleiden. Ook zijn er vele bouwers, de mensen worden elk jaar door loting gekozen.
Er zijn twee varianten;
- Yama, dit lijkt op bergen
- Hoko, vele houten palen die de slechte god oproepen, om hem om te vormen naar beschermende geest (door muziek, dans en aanbidding)

Sinds 2009 staat Yamahoko vermeld op de Lijst van Meesterwerken van het Orale en Immateriële Erfgoed van de Mensheid.